# Pico de Teyra
El Pico de Teyra es una montaña de 2790 metros de altitud ubicada en el estado de Zacatecas (una de las más altas de este estado) en México. Ha sido a lo largo de los siglos fuente de inspiración para diversos autores, un ejemplo de ello es una novela del siglo XIX llamada El Solitario del Teyra.